# Szudi Ádám
Szudi Ádám (Szolnok, 1996. január 29. –) magyar asztaliteniszező, olimpikon.

## Pályafutása
2010-ben tagja volt a serdülő Európa-bajnokságon második helyen végzett csapatnak. A következő évben ugyanebben a korosztályban Sabján Gergellyel párban bronzérmes lett a kontinens bajnokságon. 2013-ban az ifi Eb-n párosban (Lakatos Tamás) első, vegyespárosban (Kaciarjana Baravok) harmadik helyezett volt. Ugyanebben az évben a felnőtt Eb-n egyesben nem jutott tovább a selejtezőből. A 2014-es ifi Eb-n Ecseki Nándorral aranyérmes volt párosban. 2014-ben szerepelt ifjúsági olimpiai játékokon. A 2015-ös felnőtt Eb-n 11. volt csapatban. Egyesben a selejtezőben, párosban (Lakatos) az első fordulóban esett ki. A 2016-os Eb-n egyesben a 64-ig, párosban (Lakatos) és vegyespárosban (Pergel Szandra) a nyolcaddöntőig jutott. 2017-ben Ecsekivel harmadik volt az U21-es Eb-n. A 2017-es világbajnokságon egyesben nem jutott a főtáblára. Párosban Ecsekivel a 64 között kiesett. A csapat Európa-bajnokságon 20. volt. A 2018-as csapat világbajnokságon 25. volt. 2018-ban az Európa-bajnokságon vegyespárosban (Pergel) az első fordulóban, párosban (Ecseki) a 16 között kiesett. 2019 januárjában Pergellel vegyes párosban második lett a budapesti World Tour-versenyen. A 2019-es vb-n egyesben az első fordulóban, párosban (Ecseki) és vegyespárosban (Pergel) a nyolcaddöntőben fejezte be. A 2019. évi Európa-játékokon a egyesben a második, vegyespárosban az első fordulóban kiesett.
A 2021 nyarán a tokiói olimpián Pergel Szandrával vegyes párosban első mérkőzésén a legjobb 16 között kikapott hongkongi ellenfelétől.

## Eredményei
Magyar bajnokság
- Egyes
  - aranyérmes: 2017, 2019, 2020
  - ezüstérmes: 2016, 2018
- Páros
  - aranyérmes: 2020
  - ezüstérmes: 2015, 2019
  - bronzérmes: 2016
- Vegyespáros
  - aranyérmes: 2015, 2020

## Díjai, elismerései
- Az év magyar asztaliteniszezője: 2017, 2019, 2020